# Idioma poqomchí
El poqomchi es un idioma maya, emparentado con el idioma pocomam. Es hablado por la población poqomchi de Guatemala. Se distinguen dos dialectos -el poqomchi' oriental y occidental- hablados en Purulhá, Baja Verapaz, y en las siguientes municipalidades de Alta Verapaz: Santa Cruz Verapaz, San Cristóbal Verapaz, Tactic, Tamahú y Tucurú. Es también el idioma predominante en el municipio de Chicamán (El Quiché), que fronteriza con Alta Verapaz.

## Gramática del Poqomchí Occidental

### Fonología
El sistema fonológico poqomchí consta de cinco vocales: a, e, i, o, u, que pueden ser cortas o largas, en cuyo caso poseen una duración doble de la normal. El sistema de consonantes consta de 25 sonidos representados por las grafías: b,c,ch,h,j,k,l m,n,p,q,r,s,t,w,x,y,z y las grafías glotalizadas: c', ch', k', p', q', t', tz'.
Todas las palabras en este idioma se acentúan en la última sílaba con excepción en aquellos préstamos del español "xamána" "Xíla" "úla"; semana, silla, hule respectivamente

### Morfología y Sintaxis
Como toda lengua mayense, se trata de una lengua ergativa con ergatividad escindida ,dando el mismo trato al objeto de una acción transitiva como el sujeto de una acción intransitiva en la mayoría de los casos. La forma más simple para estructurar una frase es la siguiente: Verbo + complemento + sujeto.
Existen dos sistemas básicos para ordenar la oración pocomchi:

#### Verbo/Sujeto
- Xinjamanic i hin

lit. Corrí yo
- tz'ukulcat i hat

lit. Estás sentado tu

#### Sujeto/Verbo
- Re hin Xinjamanic

lit. Yo corrí
Ambos órdenes pueden ser alterados cuando la oración es de tipo transitiva y se desea marcar al tema (re) del cual se habla sea este el sujeto u objeto de una acción.

#### Tipos de Verbos

##### Verbos transitivos
Describen acciones en las que participan explícita o implícitamente un objeto y un sujeto marcados dentro de la oración por partículas pronominales. Ej,
- Re hin xinch'ey i pedro

Yo golpee a pedro
- Re hat xalok' kiib tilul

Usted compró dos bananos

##### Verbos intransitivos
Expresa acciones en las que participa únicamente un sujeto sin un objeto al que se dirija la acción
- re' hin xinjamanik

Yo corrí

##### Conjugación de los Verbos
En este idioma la información sobre la acción se centra en el estado de desarrollo en el que se encuentra y los participantes que la realizan :
| Partícula | función                                           | Ejemplo                                          |
| --------- | ------------------------------------------------- | ------------------------------------------------ |
| x-        | acción completa                                   | x-in-ban hice                                    |
| e-        | probabilidad de finalizar una acción en el futuro | e-ni-ban yo haría                                |
| na-       | certeza de finalizar una acción en el futuro      | na-ni-banam Yo haré                              |
| k'ahchi'  | acción en progreso                                | k'ahchi' ni-banam Estoy haciendo                 |
| P'uht     | inicio de una acción                              | p'uht ni-banam empecé a hablar (en este momento) |
| ch-       | imperativo transitivo                             | Cha-yew win wooj dame mi aguacate                |
| ti-       | imperativo intransitivo                           | ti-tz'uk sientese                                |

#### Pronombres

##### Clíticos
| Persona    | Juego A        | Juego B         | Juego C       |
| ---------- | -------------- | --------------- | ------------- |
| 1 singular | ni-/w-         | Kin-            | -in-          |
| 2 singular | a-/aw-         | ti/t            | -at-          |
| 3 singular | ri-/r-         | in/n            | sin indicador |
| 1 plural   | ka-/k_         | koj-            | -oj-          |
| 2 plural   | a- tak/aw- tak | ti- tak/ t- tak | -at- tak      |
| 3 plural   | ki-/k-         | ki-             | -i-/-eb       |

Juego A
Pueden actuar como sujetos de toda acción transitiva. Además cumplen la función de posesivos cuando se encuentran frente a un sustantivo común.
- Awex tu pantalón
- Re hat xachey i pedro tu golpeaste a pedro

Juego B
Actúan como sujetos de acciones intransitivas imperativas (ti) habituales (sin marca) y de posible realización (e-).
- tiponok pan nipat llegue a mi casa
- Re hin kinoj pan tinamit "voy para el pueblo"
- Re' take re' equiponic ar ellos llegarían (podrían llegar) allá

Juego c
Funcionan como sujetos de verbos intransitivos y objetos de verbos transitivos cuando la acción ha concluido y como sujetos de verbos de estado.
- Xinwirik i hin yo dormí
- Re hin Xatnich'ey i hat te golpeé
- re hin Tz'ukulkin Yo estoy sentado

##### Libres
| Pronombre  |          |
| ---------- | -------- |
| 1 singular | hin      |
| 2 singular | hat      |
| 3 singular | re'      |
| 1 Plural   | hoj      |
| 2 Plural   | hat tak  |
| 3 Plural   | take re' |

##### Relacionales
| Pronombre |                                   |
| --------- | --------------------------------- |
| wiin      | mio/a mi/ para mi                 |
| aweh      | tuyo/a ti/ para ti                |
| reh       | suyo/a, el ella/para el ella      |
| keh       | nuestro/a, nosotros/para nosotros |
| aweh tak  | Vuestro/a, vosotros/para vosotros |
| qej       | suyo/a, ellos/ para ellos         |